# Mazarati
Mazarati era un gruppo statunitense di R&B formato a metà degli anni '80 dall'ex bassista Brownmark dei Prince and The Revolution. Originario di Minneapolis, sono ormai defunto come gruppo. Unica hit della band era una canzone chiamata "100 MPH", che è stata scritta e co-prodotta da Prince.

## Discografia

### Album
- Mazarati (1986), Paisley Park
- Mazarati 2 (1989), Motown (Canada)

### Singoli
- "Players' Ball" / "I Guess It's All Over" (1986), Paisley Park
- "100 MPH" / "Don't Leave Me Baby" (1986) No. 19 U.S. R&B, Paisley Park
- "Stroke" / "Champagne Saturday" (1986), Paisley Park
- "The Saga Of A Man" (1989), Motown
- "The Woman Thang" (1989), Motown